# Yale University Press
Yale University Press és una editorial universitària dels Estats Units associada a la Universitat Yale. Fou fundada el 1908 per George Parmly Day i el 1961 esdevingué un departament oficial de Yale, encara que conserva la seva autonomia financera i operativa. Publica uns 300 llibres de tapa dura i uns 150 llibres de butxaca nous a l'any i té un catàleg d'aproximadament 5.000 llibres. Té oficines a New Haven (Connecticut) i Londres, cosa que en fa l'única editorial universitària dels Estats Units activa a gran escala a Europa.